# William van Laeken
William van Laeken (Wetteren, 4 februari 1945) was een Vlaams televisiepresentator.
Hij studeerde Engels en Duits aan het Hoger Instituut voor Vertalers en Tolken (HIVT) in Antwerpen, alhoewel hij liever Germaanse wilde studeren. Dat kon niet, omdat hij in het middelbaar onderwijs een diploma "Wetenschappelijke B" had behaald.
Meteen na zijn studies ging hij aan de slag als tolk bij de Commissie van de EEG. Hij werkte daar van 1967 tot 1971.
In september 1971 ging Van Laeken bij de BRT werken. Vanaf het begin van de jaren 80 kwam hij bij de vaste kern van Panorama terecht. Vanaf 1985 werd hij - samen met Paul Muys - het vaste gezicht van Panorama en bleef dat tot aan zijn pensionering in de herfst van 2006. In 2010 en 2011 werkte hij nog een paar dagen in de week voor Panorama. Hij presenteerde het programma dan ook nog steeds op zondagavond bij Canvas. In het najaar van 2011 werd de presentatie overgenomen door Phara de Aguirre.
In 2004 nam van Laeken deel aan het tweede seizoen van de Slimste Mens ter Wereld. Na vier deelnames moest hij de quiz verlaten.
In 1986 publiceerde hij zijn (reis-)herinneringen: Een vermoeden hoe alles eruitziet. Reportages en reisverhalen.